# A cisztri
A cisztri (The Cissy) a South Park című amerikai animációs sorozat 250. része (a 18. évad 3. epizódja). Elsőként 2014. október 8-án sugározták az Egyesült Államokban. Magyarországon 2015. március 10-én mutatta be a magyar Comedy Central.
Az epizód olyan témákat jár körül, mint a szexuális identitás, a gender, és az azzal való visszaélés. Vendégszereplőként felbukkan még Sia, aki Lorde hangján énekel.

## Cselekmény
|  | Alább a cselekmény részletei következnek! |

Cartmannek elege lesz abból, hogy a fiúvécé mindig foglalt, amikor ő akarja használni, ezért masnit rak a sapkájára, és magát "transznemesnek" nevezve átmegy a lányok vécéjébe. Victoria igazgatónő kikel magából, Cartman azonban láthatóan felkészült, és közli vele, hogy nem kényszeríthetik "cisznemesekkel" egy vécére. Mr. Garrison magyarázza el a tanári karnak, hogy hatalmas darázsfészekbe nyúlnának azzal, ha fellépnének ezzel szemben, és azt tanácsolja, hogy inkább adják meg neki azt, amit akar. Mindennek hatására Cartman egy saját transznemű vécét kap, amit a takarítószertárból építenek ki.
Eközben Geraldot felkeresi egy Brandon Carlie nevű újságíró, aki az iránt érdeklődik, hogy lehetséges az, hogy Lorde fellépett a városukban, méghozzá egy nem túl jelentőségteljes bulin. Mint kiderül, Lorde igazából nem létezik, hanem valójában Randy alakítja őt, és ezt mindenki, még Sharon elől is titokban tartja. Felhív telefonon egy producert, aki arra bátorítja, hogy ne kételkedjen magában és inkább lásson munkához - ezzel egy időben ráállítja egy emberét, hogy figyeljen arra, nehogy kiderüljön az igazság. Közben Brandon Carlie gyanakodni kezd, amikor kifaggatja Randy egyik munkatársát, akinek állítólag az unokahúga Lorde.
Wendy a saját fegyverét fordítja Cartman ellen, amikor Vendelnek nevezi magát és ugyanúgy használni kezdi a transznemű vécét. Cartman emiatt teljesen kiakad, és dühében Stant kezdi el sértegetni, közölve vele, hogy ha Wendyvel jár, aki magát fiúnak tartja, akkor ő nem lehet más, csak egy lány. Stan a nemi identitással kapcsolatos kérdéseivel Randyhez fordul, aki hirtelen beismeri neki, hogy ő Lorde. Mint kiderül, Randy is nőnek kezdett el öltözni csak azért, hogy bejuthasson a női vécébe, mert a férfi mindig foglalt volt. Aztán énekelgetni kezdett ott, és ebből nagy siker lett, a hangját pedig számítógépes szoftverrel torzította el, így került lemezre. Stan mindettől csak még inkább zavarodott lesz. Randynek felajánlanak a geológiai intézetnél egy saját mosdót, de ő azt mondja, hogy számára kritikus fontosságú, hogy a női mosdót használja.
Az E! sztárhíradóban bemondják, hogy Lorde otthagyja a zeneipart, a Spin magazin pedig egy leleplező cikket ígér, amiből ki fog derülni a döntésének az oka. Cartman az iskolában sértegetni kezdi Stant, intoleráns cisznemesnek, "cisztrinek" csúfolva őt. Ezalatt Sharon közvetett célzásokkal arra bátorítja Randyt, hogy folytassa tovább, amit csinál, mert ha valaki nem fejezheti ki önmagát, akkor mindenki veszít. Mindennek hatására Randy kiad egy új dalt, "Push (Feel Good on a Wednesday)" címmel, ami mindenkire nagy hatással van. A geológiai intézetben a kolléganők is megértik a hatására, hogy mit jelent ez Randynek, Brandon Carlie pedig inkább törli a leleplező cikkét, még a megjelenés előtt. Az iskolában bezárják a transznemű mosdót, egyben bejelentik, hogy minden diák azt a vécét használhatja, amely a számára legmegfelelőbb, keresztülhúzva ezzel Cartman számításait. Akiket pedig ez zavarna, azok számára létrehozzák a "cisztri" vécét. Butters átzavarja oda Stant, aki, akárcsak az apja, énekelgetni kezd.

## Készítése
Trey Parker és Matt Stone már az epizód kitalálásakor megírta teljes egészében Cartman sztoriszálát, a gond csak az volt, hogy nem sikerült mellé beilleszteni semmilyen más cselekményt. Mivel az előző epizód végén jól sikerült az a megoldás, hogy a szereplők emlékeztek arra, hogy mi történt az azt megelőző részben, ezért úgy döntöttek, folytatják ezt. Kiemelték azt a jelenetet, amikor Randy eljátszotta a fiúk bulijában, hogy ő Lorde. Részben azért is, mert egyes kritikusok már eleve ezt feltételezték, elhatározták, hogy Lorde a történet szerint valóban Randy lesz.
Az epizódban elhangzó, kitalált dalt nem Lorde, hanem Sia énekelte fel. Maga Lorde is rendkívül viccesnek találta az epizódot és a karakterét, még Randy elhíresült "Ya ya ya ya ya I’m Lorde! Ya ya ya!" éneklésével is poénkodott.

## Fordítás
Ez a szócikk részben vagy egészben  a   The Cissy című angol Wikipédia-szócikk ezen változatának fordításán alapul.  Az eredeti cikk szerkesztőit annak laptörténete sorolja fel. Ez a jelzés csupán a megfogalmazás eredetét és a szerzői jogokat jelzi, nem szolgál a cikkben szereplő információk forrásmegjelöléseként.